# Nils Skytte
Nils Skytte, född 3 april 1656 i Lenhovda socken, död 11 december 1720 på Sinclairsholm i Gumlösa socken, var en svensk överste och godsägare, även känd för sina dagböcker. Han var far till Carl Henrik Skytte och farfar till Carl Gustaf Skytte.

## Biografi
Nils Skytte tillhörde den del av den svenska Skyttesläkten, som utgick från borgmästaren Bengt Nilsson Skräddare i Nyköping. När Skåne blev svenskt 1658 blev Nils Skyttes far Håkan Nilsson Skytte landshövding i Kristianstads och Blekinge län.
Under trettioåriga kriget hade Nils Skyttes far avancerat till överste vid Kronobergs regemente. I Skåne förvärvade han, efter att delar av den danska adeln tvingats flytta till Danmark, Sinclairsholms slott och Sandby kungsgård i nordöstra Skåne. Sinclairsholm blev sedan under lång tid Skyttesläktens säte i Skåne.
Nils Skytte blev officer 1676, kapten vid Carl Gustaf Skyttes dragonregemente 1678, major 1679 och var överste och chef för Smålands tremänningsinfanteriregemente 1700–1704. 1702–1704 var han kommendant i Bauske.

## Dagböcker
Genom sin av egen hand förda dagbok, ”Annotationer”, har Nils Skytte lämnat värdefulla uppgifter om bland annat det skånska kriget på 1670-talet. Han var bland annat med i den i Malmö instängda svenska armén i juni 1677 och det danska försöket att storma staden. Dagboken är förd i fält och ger inblickar i hur den svenska hären på order av Karl XI agerade i Skåne. Friskyttar i danske kungens tjänst och snapphanar i speciellt nordöstra Skåne var under kriget ett gissel för den svenske kungen. Han beordrade därför att en hel socken skulle utplånas. En av de som fick order att se till att  handlingen utfördes var Nils Skytte. I hans dagbok för april månad 1678 kan vi följa händelseförloppet. 
Den 18 april mötte Nils Skytte personligen Karl XI i Nymö norr om Kristianstad och man fick här av kungen order om att utföra utrotningen. I dagboken kan vi följa händelseförloppet:
| ” | 20 Fördelte vi oss uti tre partier. 21 Stod vi stilla. 22 Ryckte vi upp på alla 3 orter tillika att efter order uppbränna hela Örken socken, hvilka (order) också lyda att ihjälslå allt mankön emellan 15 och 60 år; och uppbrände jag med mina utkommenderade efter min specifikation, näml.: Kärraboda, Räftorp, Smålatorp, Månstorp, 2 möllor och 1 hus, dertill en gammal bonde caputerades, och lågo vi om natten i Lönsboda. 23 Åter efter specifikation uppbrände jag med mitt partie Grefveboda, Södra Hafhult, Norra Hafhult, Trölsatorp, Tjufön, Rumpebo, Kjättebo, Ullshult, Torshult, Hanshult, och blef då på 2 gårdar nära hela Örken avbränd och lågo vi om natten i Lönsboda. | „ |

Nils Skytte påstod sig alltså ha bränt alla utom två gårdar i socknen. Sentida efterforskningar har dock visat att fyra gårdar klarade sig, dels Hässlehyltan som låg nära smålandsgränsen, vidare Lönsboda och Edema gårdar, som beboddes av fjärdingsman, och slutligen skonades gården Nybygden eftersom brännartruppen trodde att den låg i Glimåkra socken. Vad gäller dödsoffer nämner Nils Skytte inget. Det låga dödstalet berodde på att lokalbefolkningen hade förvarnats och hunnit fly till skogs där de bosatte sig i hyddor tills de säkert kunde återvända och återuppbygga sina gårdar.